# Vlag van Léglise
De vlag van Léglise is een concept gemeentevlag voor de gemeente Léglise in de Belgische provincie Luxemburg. Deze vlag is in 2002 door Lieve Viaene-Awouters en Ernest Warlop uit Raad van Heraldiek en Vexillologie ontworpen omdat Léglise (nog) geen eigen vlag heeft. De vlag kan als volgt worden beschreven:
Tien horizontale banen van wit en groen met een wit kanton, vijf banen (of halve gedeelte) hoog, geladen met vijf zwarte merletten geplaatst in 1 3 1.
De vlag is gelijk aan het wapenschild.